# 奈氏擬鮟鱇
奈氏擬鮟鱇（学名：Lophiodes naresi），為輻鰭魚綱鮟鱇目鮟鱇亞目鮟鱇科的其中一種，分布於西太平洋區，包括菲律賓、新幾內亞、澳洲等海域，棲息深度180-460公尺，體長可達20公分，生活在大陸棚及大陸坡，為深海底棲性魚類，屬肉食性，生活習性不明。

## 擴展閱讀
維基物種上的相關：奈氏擬鮟鱇